# Chiến xa tứ mã

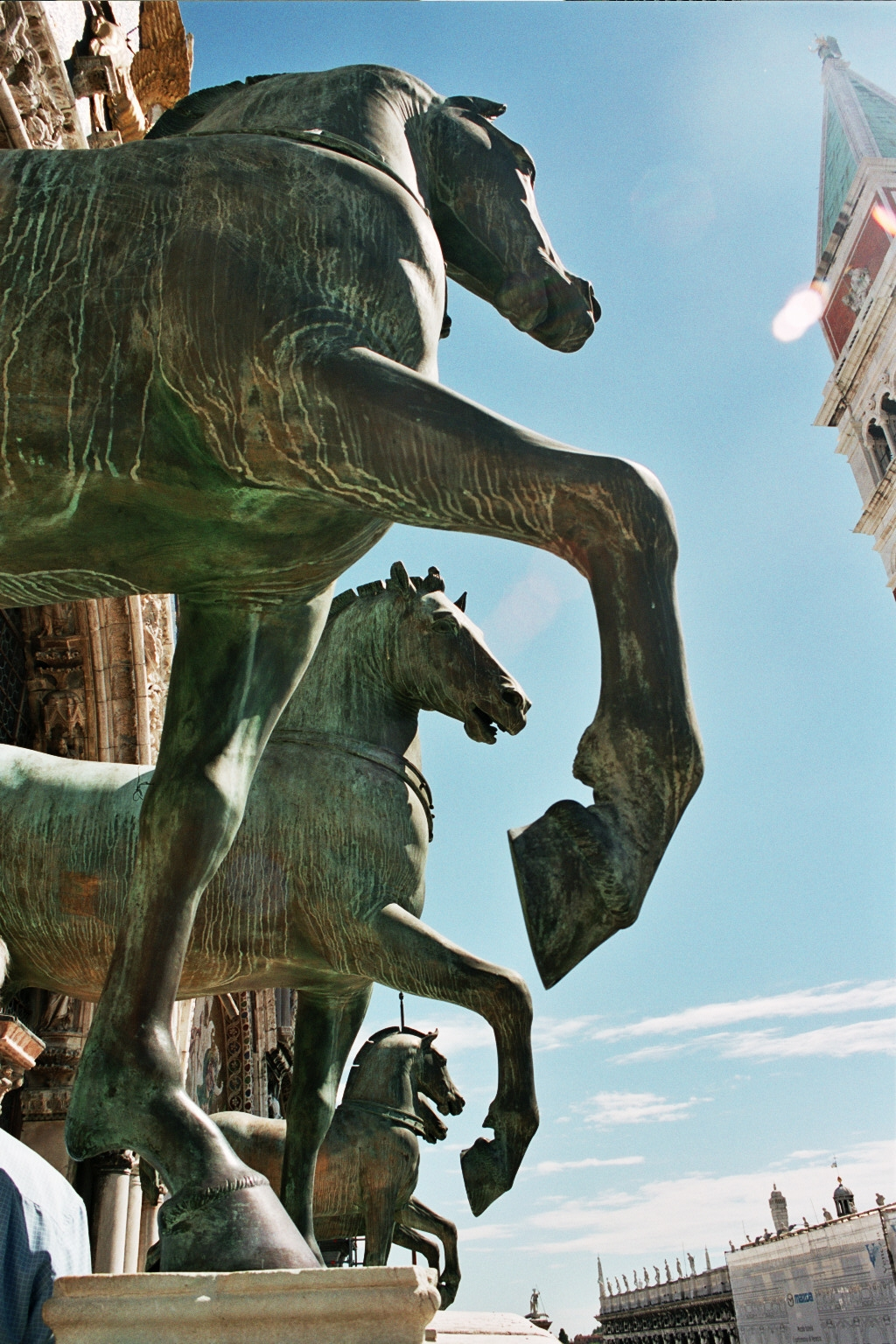
Bộ tứ mã của thánh Marco ở Venezia, bản sao của điêu khắc tứ mã duy nhất của thời cổ đại còn tồn tại

Chiến xa tứ mã (tiếng Anh: quadriga, có nguồn gốc từ từ quattuor trong tiếng La Tinh có nghĩa là bốn) là một cỗ xe được kéo bởi bốn con ngựa cùng một hàng. Nó được dùng để đua trong Thế vận hội Olympic cổ đại và các cuộc thi khác. Nó thường được họa hay điêu khắc như là chiếc xe ngựa của các vị thần và anh hùng trên những bình hoa và tranh điêu khắc Hy Lạp. Quadriga cũng được dùng trong các cuộc đua xe ngựa và các cuộc diễu hành chiến thắng La Mã cổ đại. Quadriga là biểu tượng của sự chiến thắng; Chiến thắng và Danh vọng thường được miêu tả với hình ảnh một người phụ nữ (thường là nữ thần hòa bình Eirene) hân hoan lái nó. Trong thần thoại cổ điển, quadriga là cỗ xe ngựa của các vị thần; Apollo được miêu tả là lái quadriga của mình trên bầu trời, cung cấp ánh sáng ban ngày và xua tan nó trong đêm.

## Cấu trúc

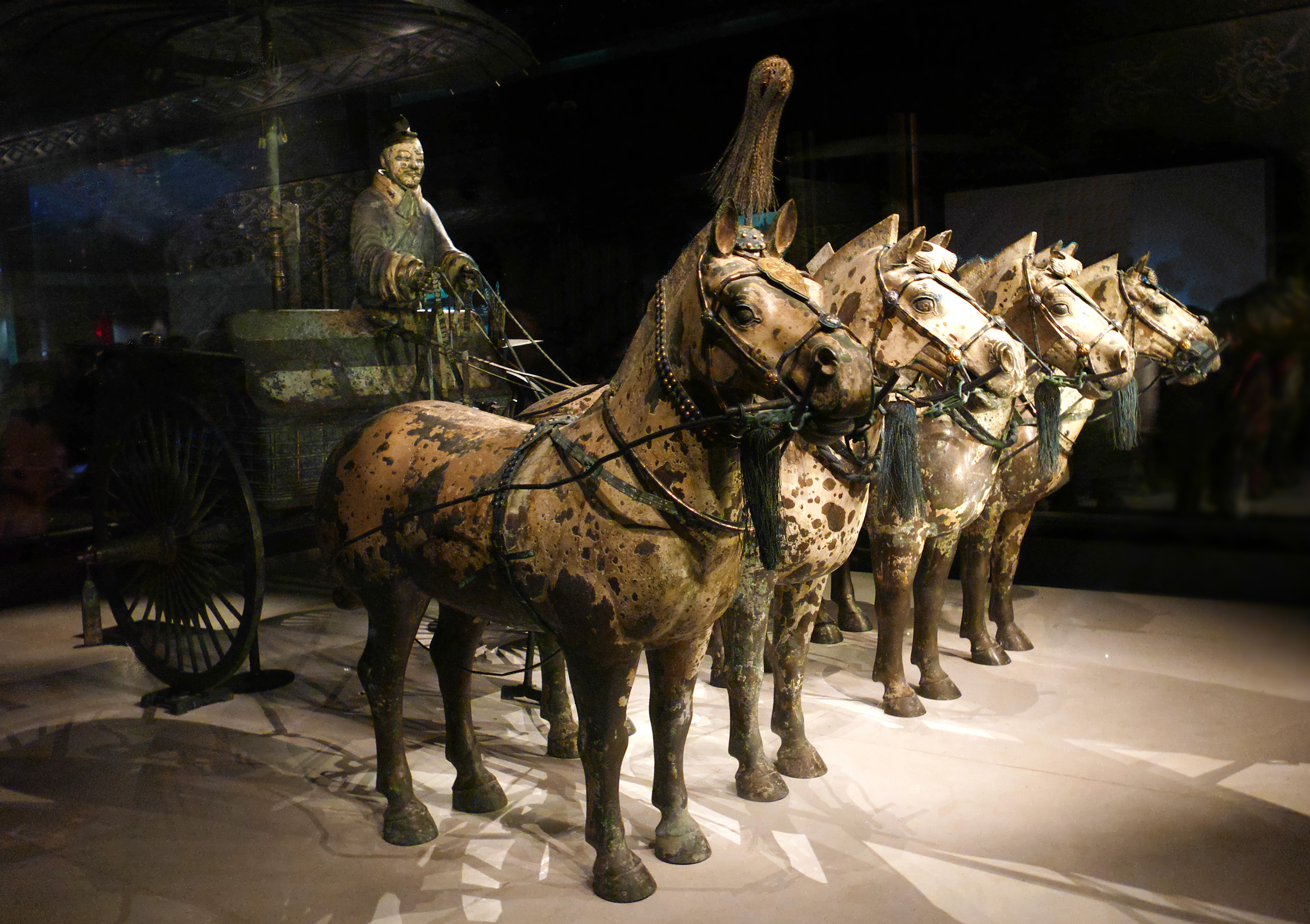
Bảo tàng viện của Lăng mộ Tần Thủy Hoàng

Cỗ xe thường có 2 dây lái căng giữa các con ngựa và một đòn gánh hay một gông xiềng trải dài trên lưng bốn con ngựa. sau đó người ta không dùng kiểu này nữa mà chỉ điều khiển bằng dây lái hai con ngựa ở giữa nối với nhau bằng gông xiềng, trong khi hai con ngựa ở bên ngoài chỉ được buộc vào dây.

## Điêu khắc cổ đại

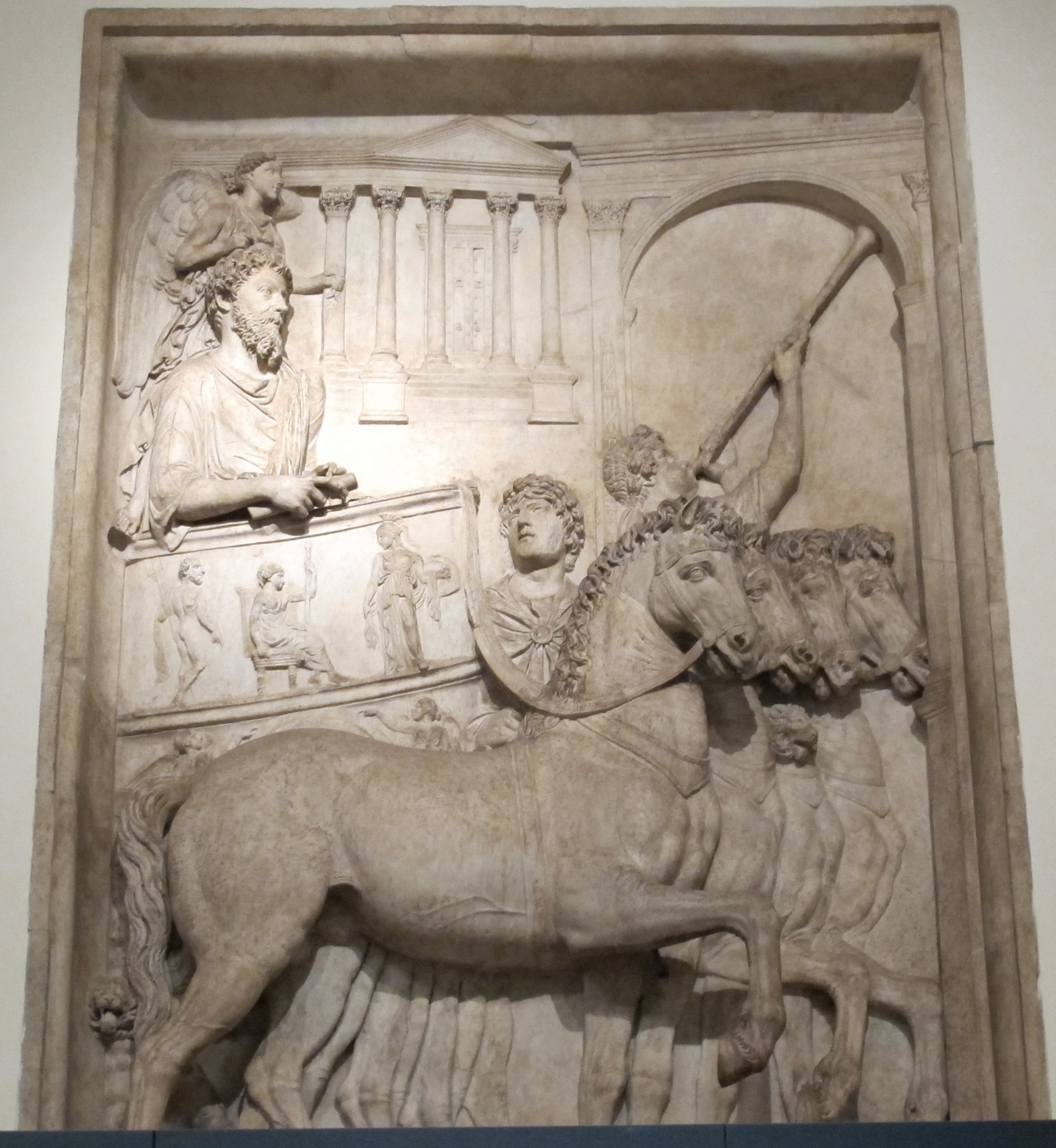
Tranh khắc họa Marcus Aurelius ca khúc khải hoàn năm 176 sau cuộc chiến tranh Marcomanni trên Khải hoàn môn Marcus Aurelius (nay đã bị phá hủy), Bảo tàng Capitolini.

Bộ tứ mã của thánh Marco, là một bộ điêu khắc La Mã hay Hy Lạp cổ đại. Tuổi của chúng vẫn còn là một đề tài tranh cãi. Chúng được đặt ở Trường đua Constantinopolis , có thể trên cổng chiến thắng, bây giờ ở Vương cung thánh đường Thánh Máccô, ở Venezia. Những nhà thập tự chinh Venezia cướp lấy những tượng này trong cuộc Thập tự chinh thứ tư (1204) và đặt chúng ở trên hiên trước nhà thờ Thánh Máccô. Năm 1797, Napoleon cho mang chúng về Paris, đến năm 1815 chúng lại được đưa trở lại Venezia. Do bị ảnh hưởng bởi ô nhiễm không khí, trong thập niên 1980 chúng được đưa vào bảo tàng viện và được thay thế bởi các bản sao.
Một cỗ xe tứ mã cổ đại khác từ triều đại nhà Tần (221–206 TCN) được trưng bày ở bảo tàng viện của Lăng mộ Tần Thủy Hoàng.

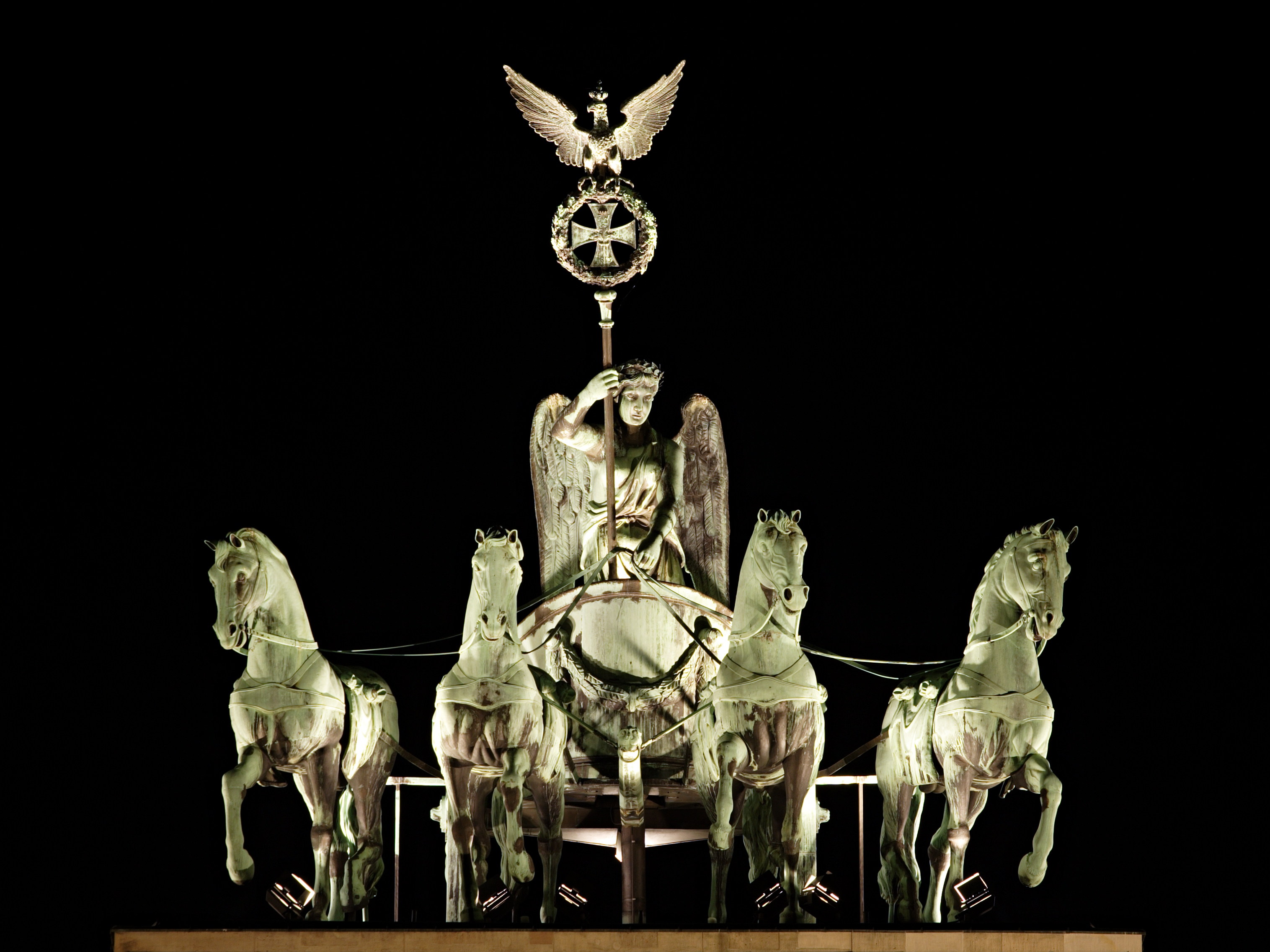
Quadriga tại cổng Brandenburg

## Điêu khắc hiện đại
Dưới đây là danh sách một số các tượng điêu khắc quan trọng, được liệt kê theo thời gian:
- 1793 - Berlin Quadriga được thiết kế bởi Johann Gottfried Schadow năm 1793 như là Quadriga chiến thắng,[4] có lẽ là một biểu tượng của hòa bình (đại diện bởi vòng hoa ô liu của nữ thần chiến thắng Victoria). Nằm trên đỉnh cổng Brandenburg ở Berlin, Đức, nó bị Napoleon lấy đi năm 1806, và đưa tới Paris. Sau đó nó được đưa trở lại Berlin bởi Thống chế Gebhard von Blücher năm 1814. Vòng hoa ô liu của bức tượng sau đó được bổ sung bằng một Chữ thập sắt. Bức tượng bị thiệt hại nặng nề trong Thế Chiến thứ Hai, và sự kết hợp của Chữ thập sắt với thể chế quân phiệt Phổ đã thuyết phục chính phủ Cộng sản Đông Đức loại bỏ Chữ thập sắt của bức tượng sau chiến tranh. Chữ thập sắt lại được khôi phục sau khi nước Đức tái thống nhất năm 1990.[5]

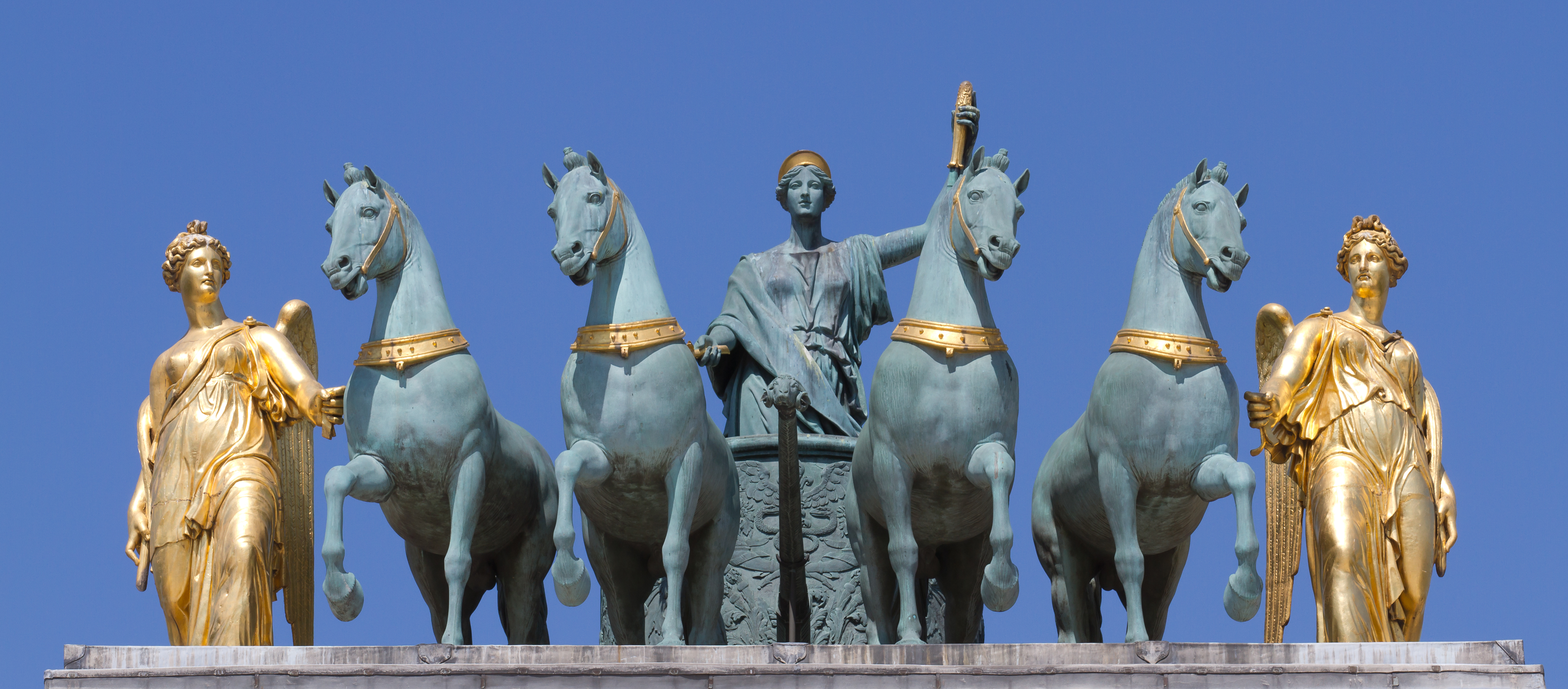
Quadriga, Arc de Triomphe du Carrousel, Paris

- 1815 - Carrousel quadriga nằm trên đỉnh Arc de Triomphe du Carrousel ở Paris, Pháp. Bản thân khải hoàn môn được xây dựng để tưởng nhớ chiến thắng của Napoléon, nhưng quadriga đã được Baron François Joseph Bosio điêu khắc năm 1828 để tưởng nhớ sự phục hồi nhà Bourbon. Sự phục hồi được đại diện bởi một nữ thần tượng trưng lái xe một cỗ xe tứ mã, với 2 nữ thần chiến thắng mạ vàng đi kèm với nó ở mỗi bên.
- 1850 - Quadriga trên Bolshoi, trên tiền sảnh nhà hát Bolshoi được thiết kế bởi nhà điêu khắc Peter Clodt von Jürgensburg
- 1852 - Siegestor ở München được đặt lên trên một quadriga sư tử, tạo ra bởi Martin von Wagner
- 1868 - Quadriga trên cung điện công tước Braunschweig bị tàn phá trong năm 1944 trong chiến tranh thế giới thứ hai. Nó được dựng lại 2008 và được xem là cỗ xe lớn nhất ở châu Âu.
- 1912 - Wellington Arch Quadriga nằm trên cổng Wellington ở Luân Đôn, Anh. Nó được thiết kế bởi Adrian Jones. Bức tượng cho thấy một đứa trẻ (thiệt ra là con của Lord Michelham, người bỏ tiền cho bức tượng này) cỡi quadriga, với hòa bình từ trên trời đáp xuống.

## Hình ảnh

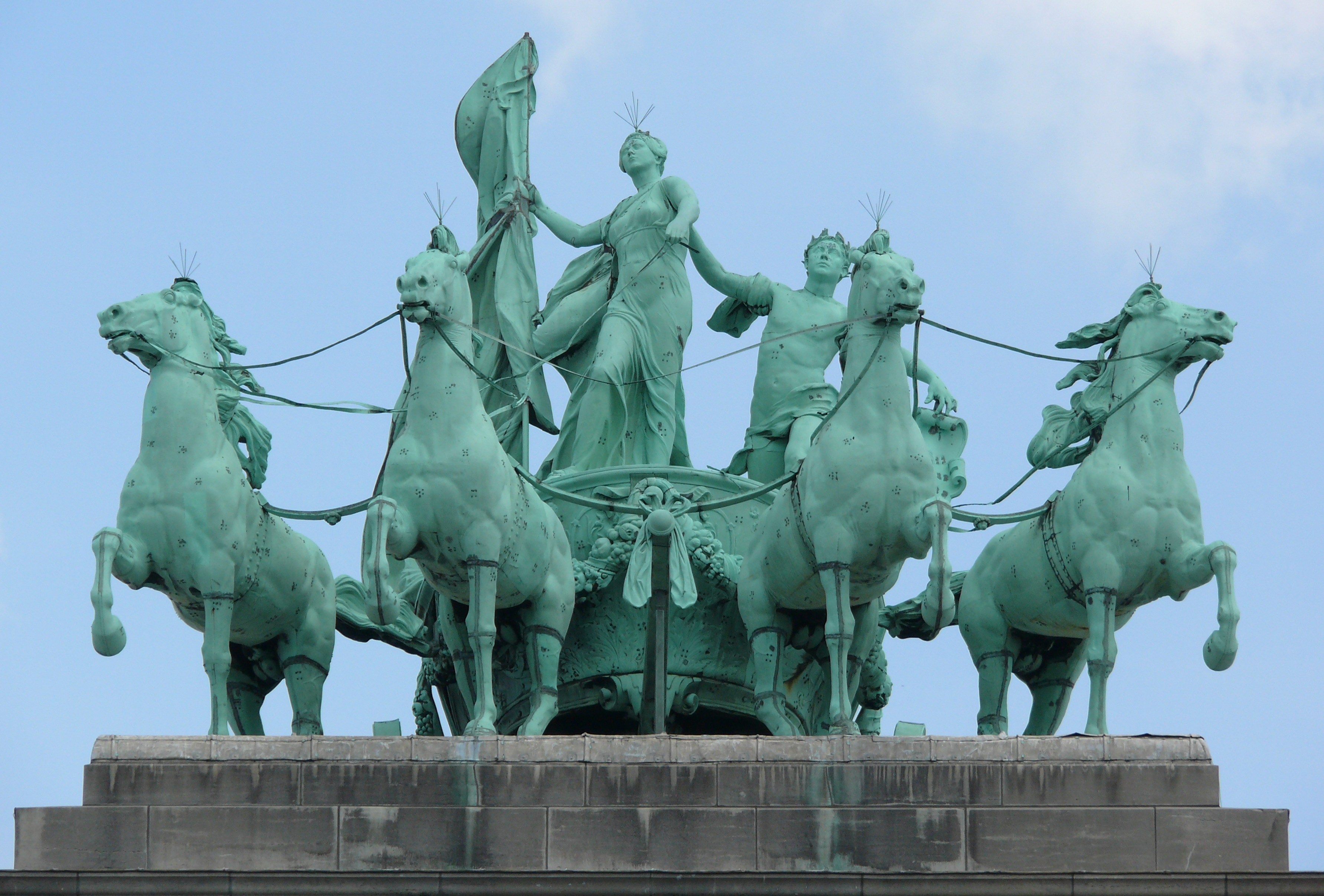
„Quadriga of Brabant", Parc du Cinquantenaire, Bruxelles
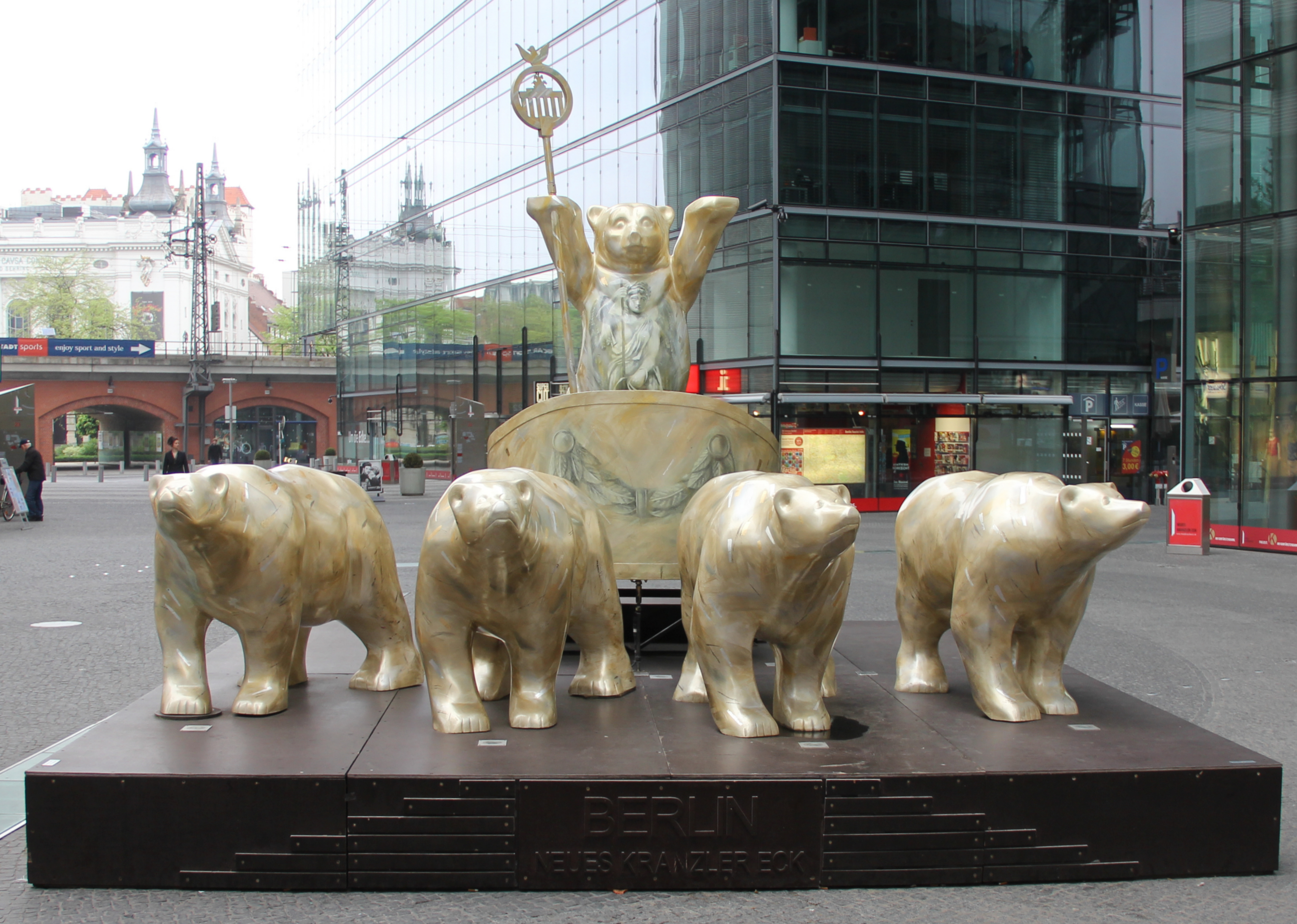
Buddy Bear Quadriga ở Berlin, Kurfürstendamm 21
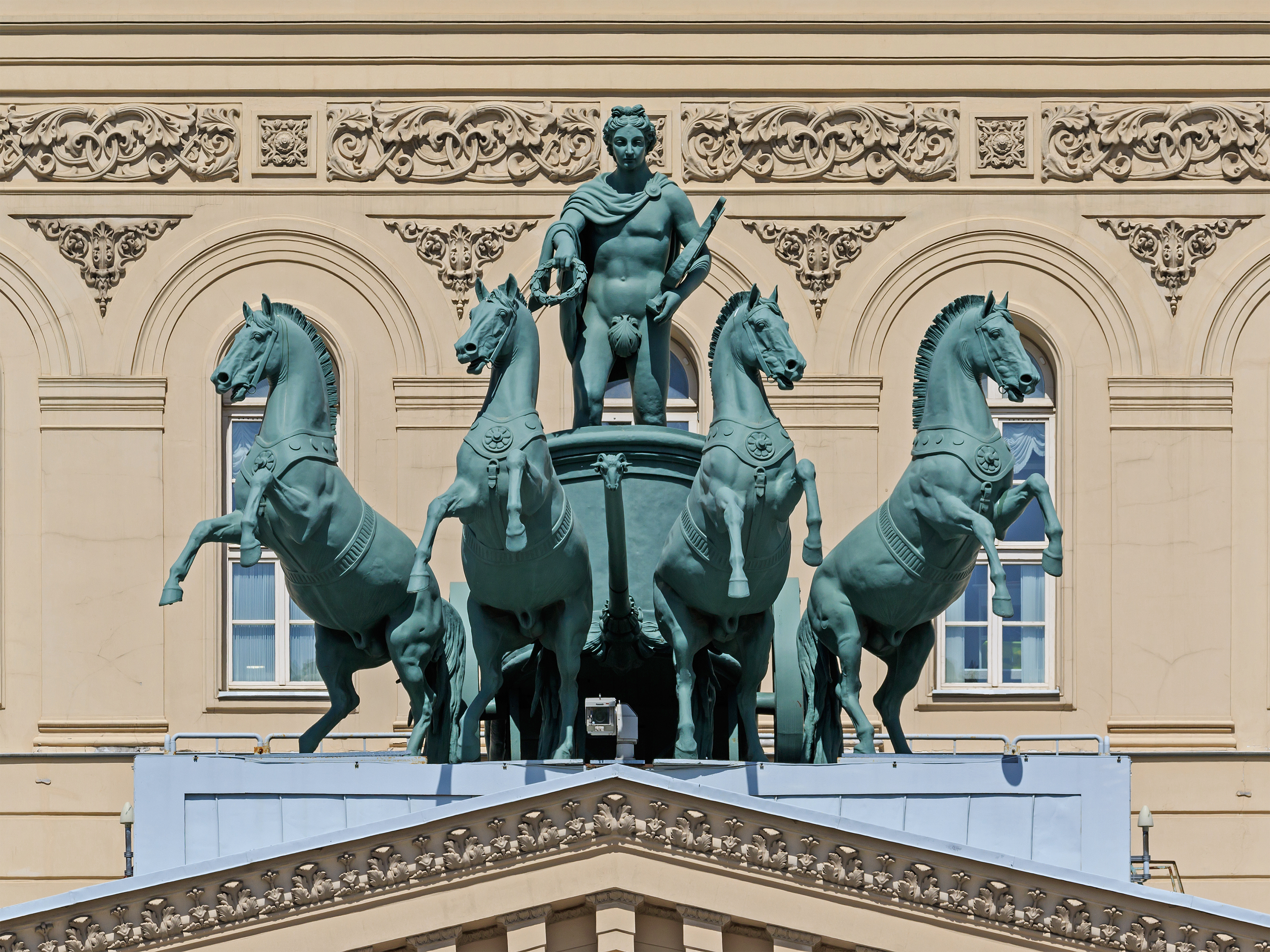
Tượng Quadriga của Peter Clodt von Jürgensburg, nhà hát Bolschoi ở Moskva
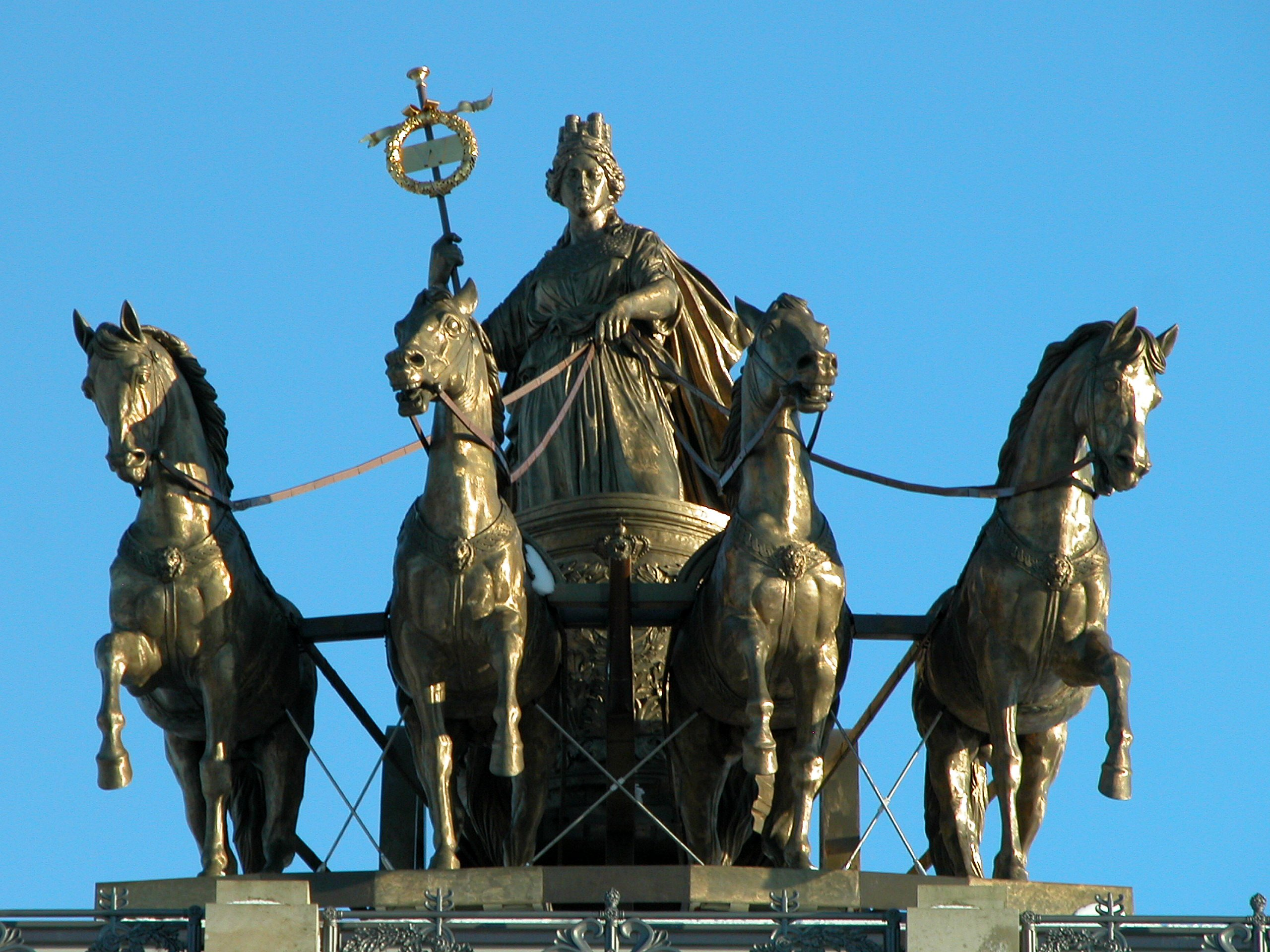
Braunschweiger Quadriga với Brunonia
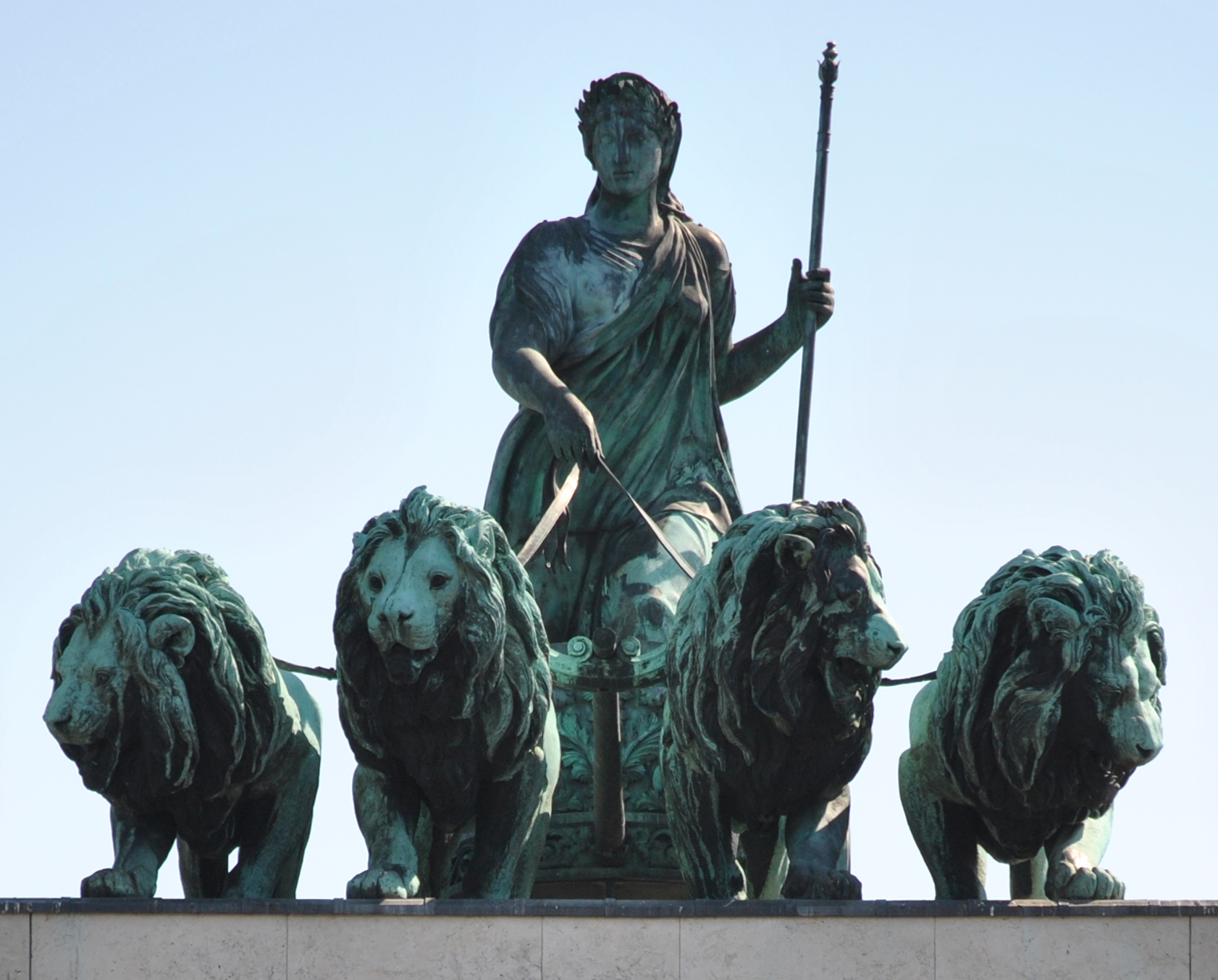
Quadriga với sư tử Siegestor ở München
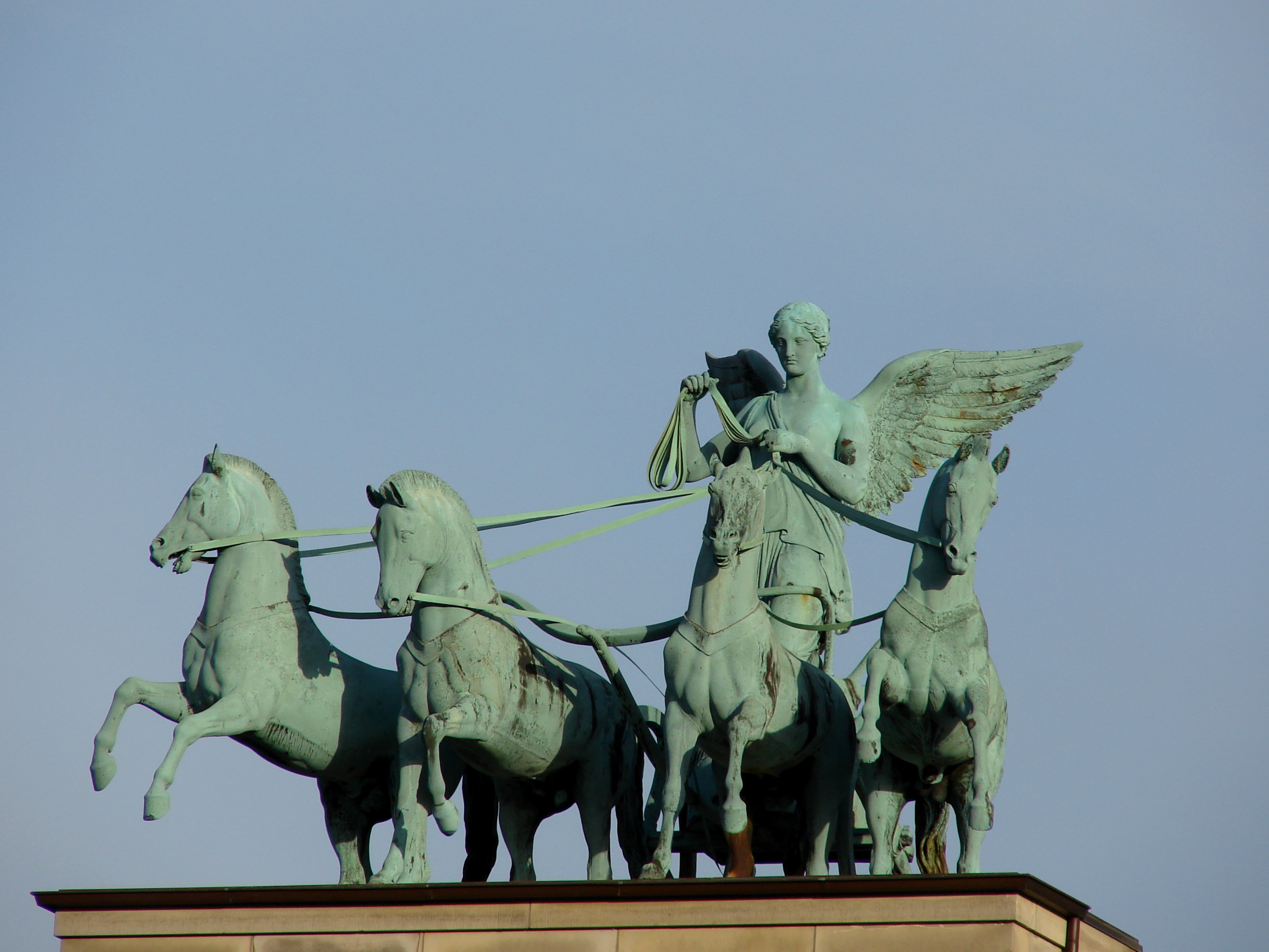
Quadriga ở bảo tàng viện Thorvaldsen ở Copenhagen
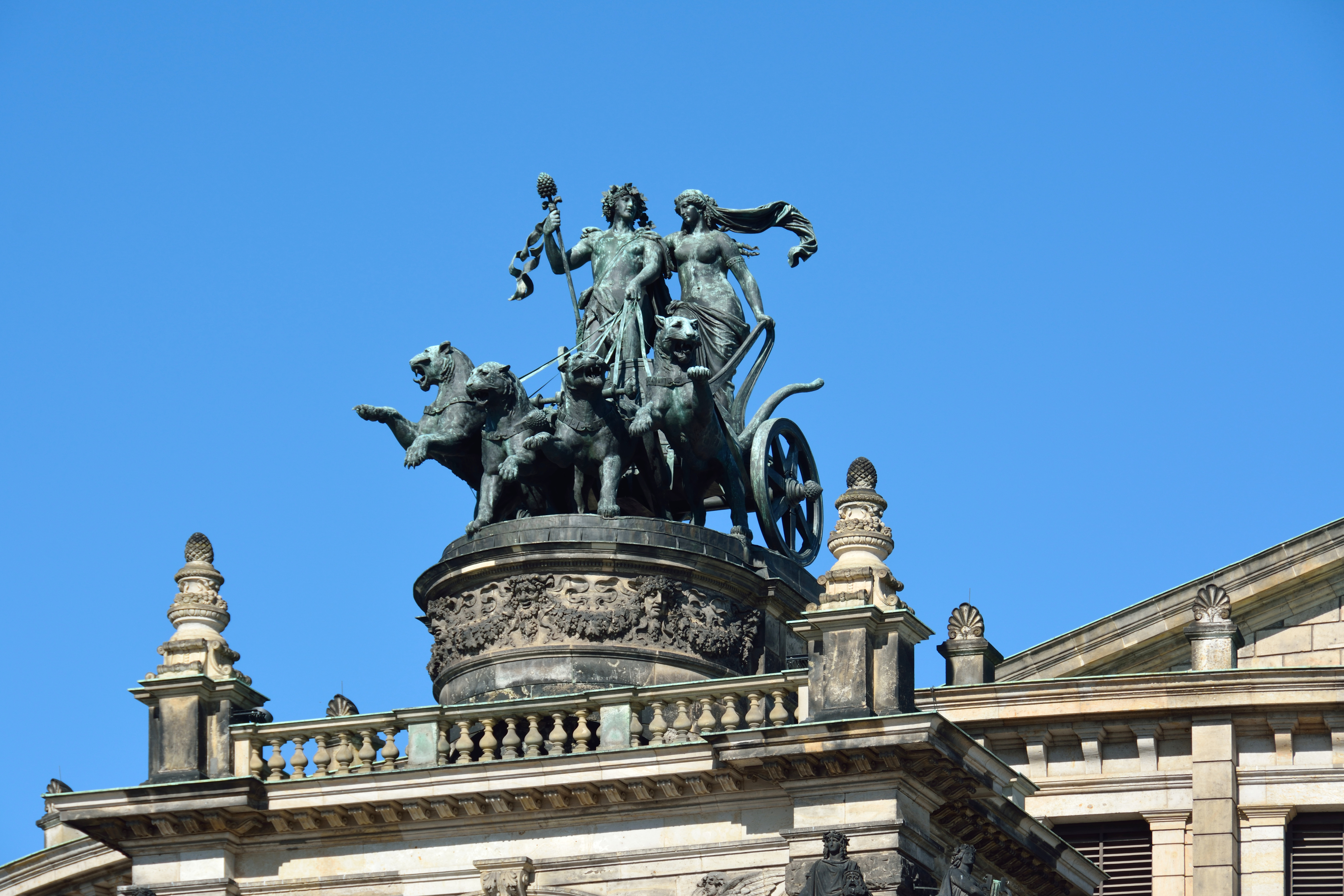
Quadriga tại Semperoper ở Dresden
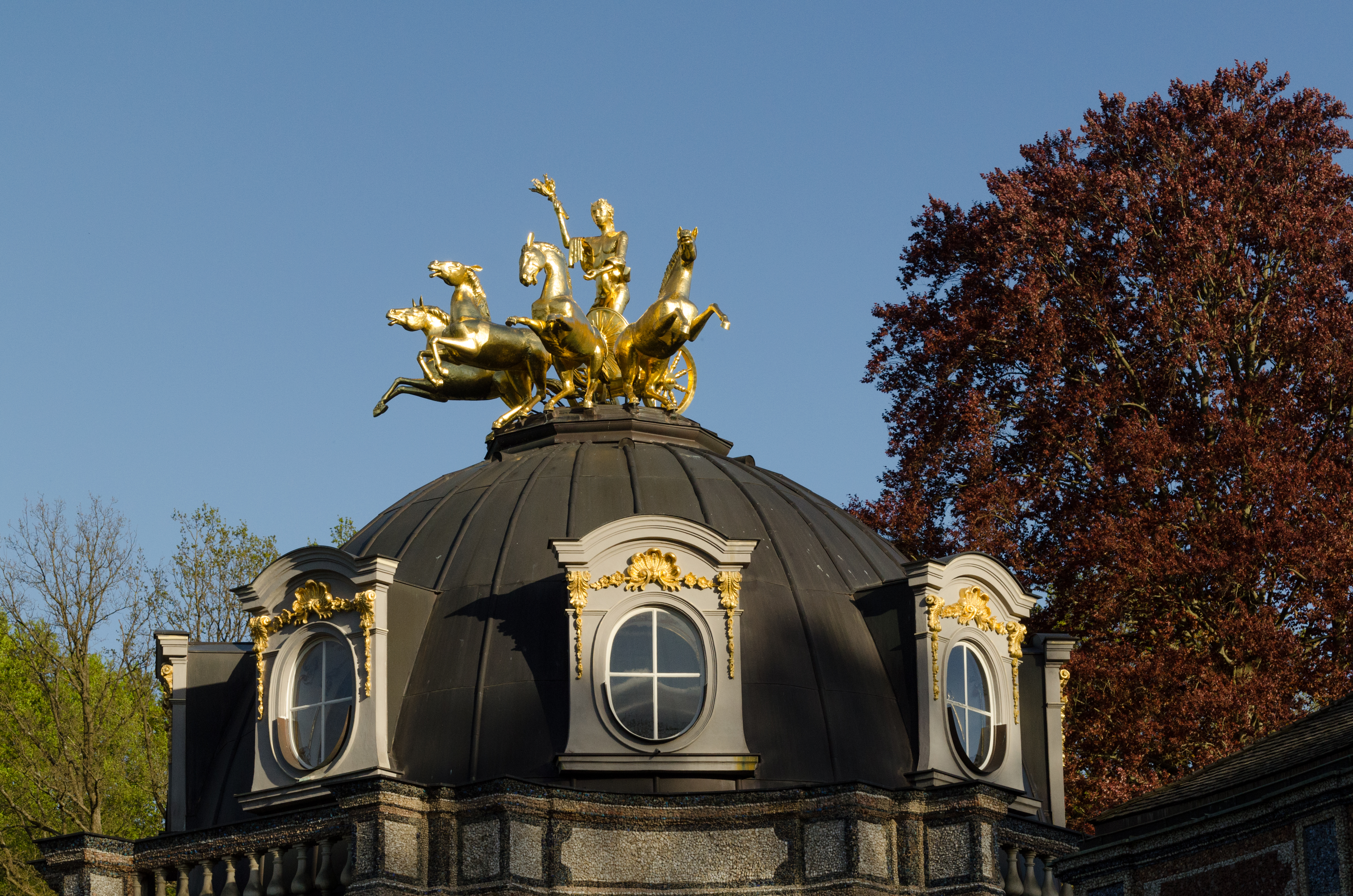
Quadriga với Apollo trên đền thờ mặt trời ở Eremitage, Bayreuth
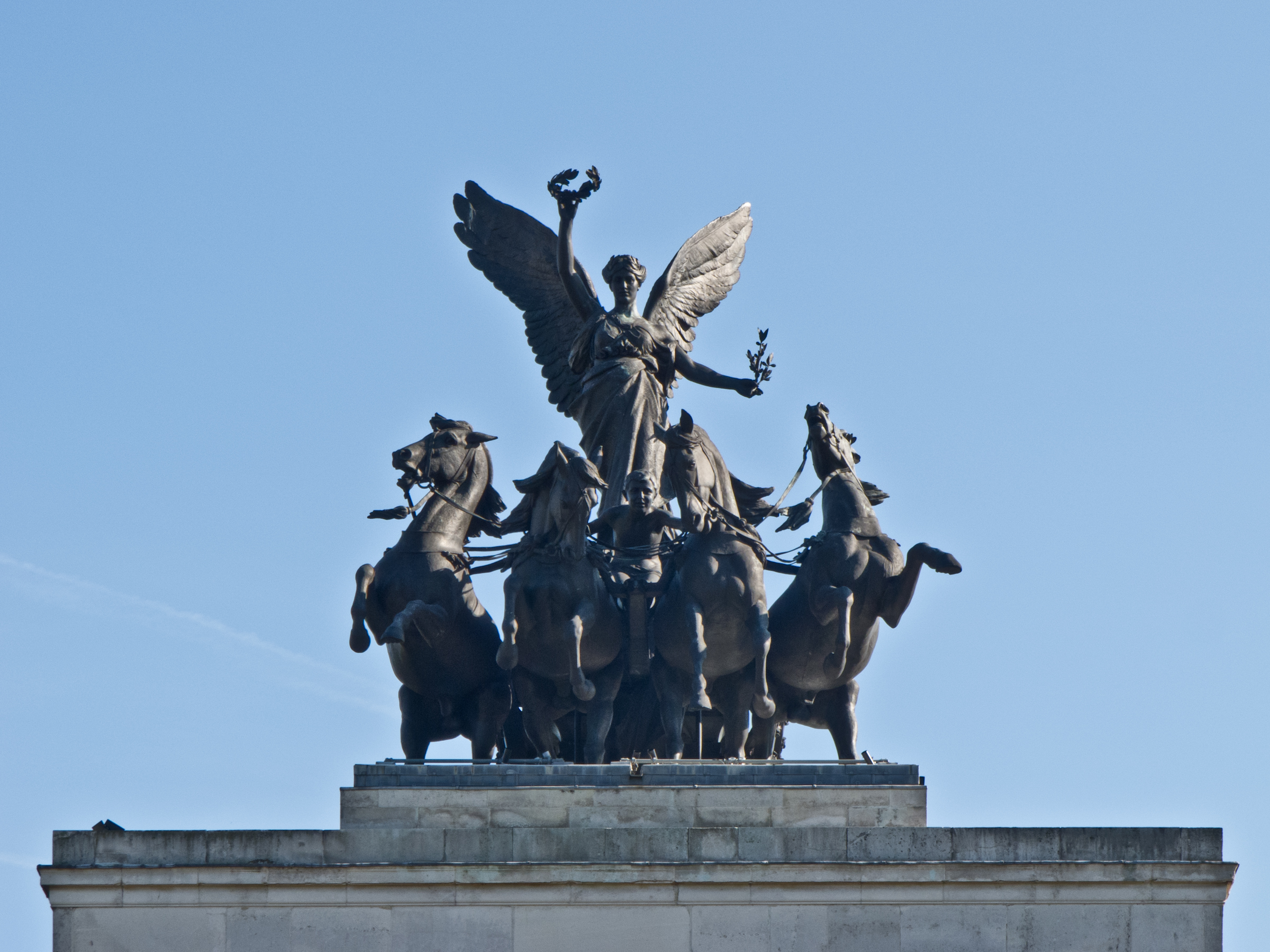
Quadriga trên cổng Wellington Arch ở Luân Đôn